# Lepidepecreum gurjanovae
Lepidepecreum gurjanovae is een vlokreeftensoort uit de familie van de Lysianassidae. De wetenschappelijke naam van de soort is voor het eerst geldig gepubliceerd in 1963 door Hurley.